# European Nations Challenge Cup
Der European Nations Challenge Cup war ein Mannschaftsturnier im Squash auf europäischer Ebene.

## Geschichte
Das von 2003 bis 2010 ausgetragene Turnier war von der European Squash Federation für schwächere Nationalmannschaften konzipiert worden, um diesen eine Möglichkeit zu geben, sich mit ähnlich starken Mannschaften messen zu können bzw. diese an internationales Niveau heranzuführen. Es diente in seinen acht Auflagen als Unterbau der Europameisterschaften, ehe ab 2011 die Europameisterschaften auch mit einer zusätzlichen Division 3 ausgespielt wurden, in denen Mannschaften spielten, die zuvor im European Nations Challenge Cup aktiv waren. Mannschaften, die in den letzten fünf Jahren unter die besten 16 bei den Europameisterschaften kamen sowie Mannschaften, die in diesem Zeitraum zweimal den European Nations Challenge Cup gewinnen konnten, waren von der Teilnahme ausgeschlossen. Sämtliche Austragungen fanden in Mitteleuropa statt.
Bei den Herren konnte keine Mannschaft das Turnier mehr als einmal gewinnen. Die Ukraine war mit vier Teilnahmen jedoch am öftesten im Finale vertreten. In der Damenkonkurrenz gelang Malta sowohl 2007 als auch 2009 der Titelgewinn.

## Sieger

### Herren
| Jahr | Austragungsort | Sieger    | Finalist  |
| ---- | -------------- | --------- | --------- |
| 2003 | Bratislava     |           |           |
| 2004 | Ljubljana      | Slowenien |           |
| 2005 | Tallinn        | Slowakei  | Ukraine   |
| 2006 | Warschau       | Norwegen  | Ukraine   |
| 2007 | Riga           | Estland   | Gibraltar |
| 2008 | Budapest       | Kroatien  | Serbien   |
| 2009 | Posen          | Ukraine   | Zypern    |
| 2010 | Warschau       | Serbien   | Ukraine   |

### Damen
| Jahr | Austragungsort | Sieger   | Finalist    |
| ---- | -------------- | -------- | ----------- |
| 2003 | Bratislava     |          |             |
| 2004 | Ljubljana      | Slowakei |             |
| 2005 | Tallinn        | Norwegen | Russland    |
| 2006 | Warschau       | Estland  | Polen       |
| 2007 | Riga           | Malta    | Isle of Man |
| 2008 | Budapest       | Ungarn   | Polen       |
| 2009 | Posen          | Malta    | Zypern      |
| 2010 | Warschau       | Polen    | Zypern      |